# فوجی نوبوتادا
فوجی نوبوتادا (به ژاپنی: 富士 信忠 Fuji Nobutada); – ۲۳ سپتامبر ۱۵۸۳) سامورایی، ملازم خاندان ایماگاوا، ارباب قلعه اومیا در دوره سنگوکو بود.
در ۶ دسامبر ۱۵۶۸، شینگن تهاجم خود را به سوروگا آغاز کرد. حمله ارتش تاکدا در نهم همان روز از قلعه اومیا در منطقه فوجی، شیزوئوکا، ولایت سوروگا آغاز شد. ارتش جدا شده تاکدا به قلعه اومیا حمله کرد و فوجی نوبوتاد، یکی از ملازمان خاندان ایماگاوا، ارباب قلعه اومیا، با موفقیت از آن دفاع کرد.